# Oberwappen

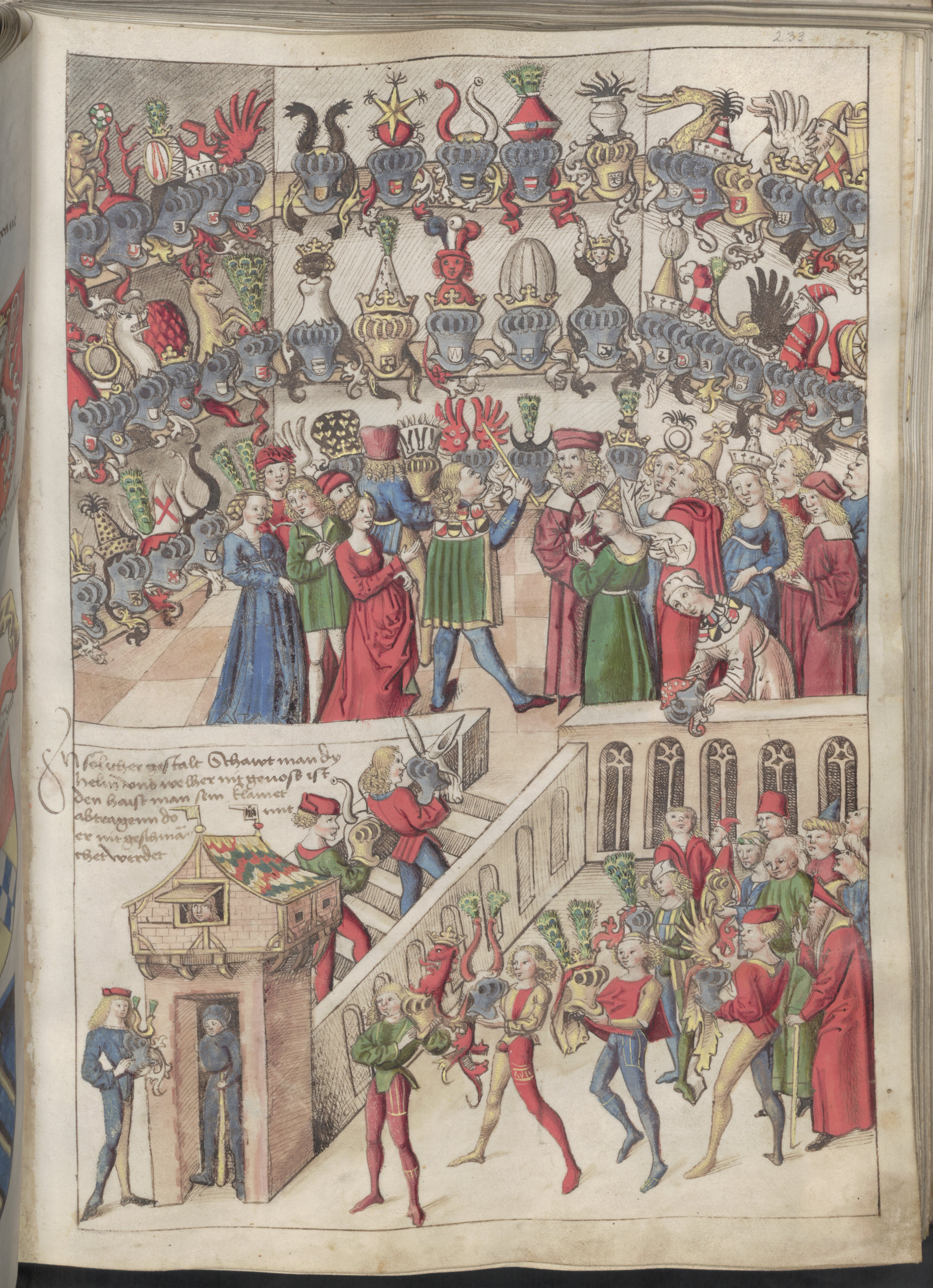
Wappenschau: Herolde blasonieren die Helme der Turniergesellschaft
Grünenbergs Wappenbuch. 1483

Das Oberwappen ist in der Heraldik ein Teil des Prachtstücks, also ein Teil all dessen, was nicht zum eigentlichen Wappenschild gehört. Das Oberwappen ist der Teil davon, der über dem Schild angebracht ist oder schwebt.

## Elemente des Oberwappens
Aufgebaut ist das Oberwappen im Allgemeinen aus dem Helm. Auf den Helm sind Helmwulste oder Laubkronen, Helmkissen und andere Helmkleinodien aufgelegt. Die auf dem Wappenhelm angebrachten Zeichen, die Helmzier, sind aus allen Bereichen der Natur und Kunst oder Fabelwelt genommen. Tierfiguren, Fahnen, Menschen und Schirmbretter sind im Oberwappen zu finden. Bei den Tierfiguren werden oft nur Teile wie Vorderteil oder nur der Kopf verwendet. Weiterhin sind Hörner, Flügel (Flug), Federn beliebt. Zum Helm gehört die Helmdecke.
Manche Autoren zählen auch die Rangkronen, das sind Kronen, Helme oder Hüte, die dem Adelsrang entsprechend dem Wappenschild aufliegen und den Helm ersetzen können, zum Oberwappen. Andere rechnen sie zu den Nebenteilen, auch zum Helm selbst können Rangkronen gehören.
Im Oberwappen werden die im Schild dargestellten Elemente häufig wiederholt. Bei der Tingierung (Farbgebung) ist es entsprechend.
Die englische Heraldik vereinfacht das Oberwappen durch die Verwendung des Crest.

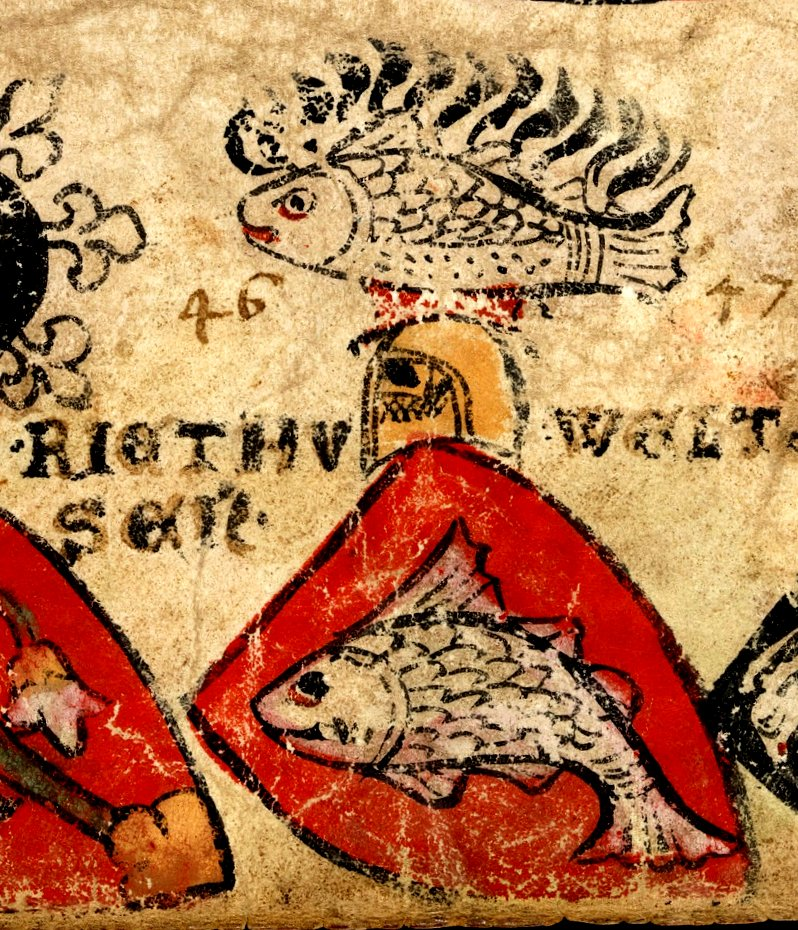
Herren von Riedhausen: Oberwappen mit dem silbernen Fisch im Oberwappen Zürcher Wappenrolle, um 1340
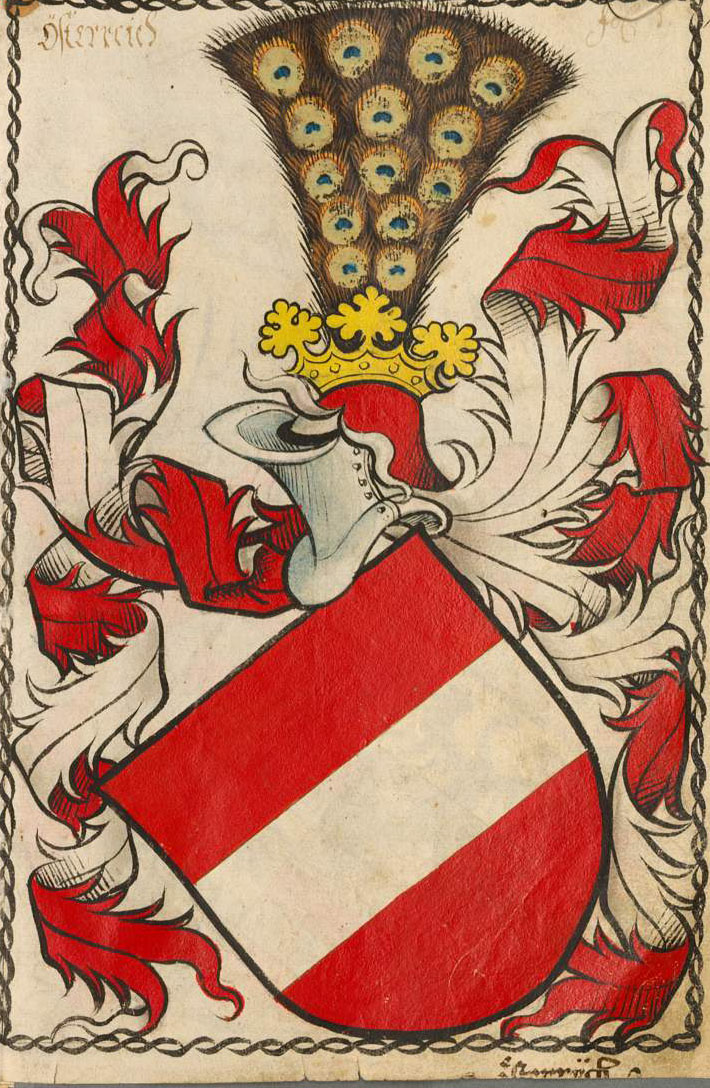
Österreich unter Habsburg: Der Bindenschild Österreichs, Stechhelm mit Pfauenstoß der Habsburger und Helmdecke in rot und silber, wie das Wappen Scheibler, 15./16. Jh.
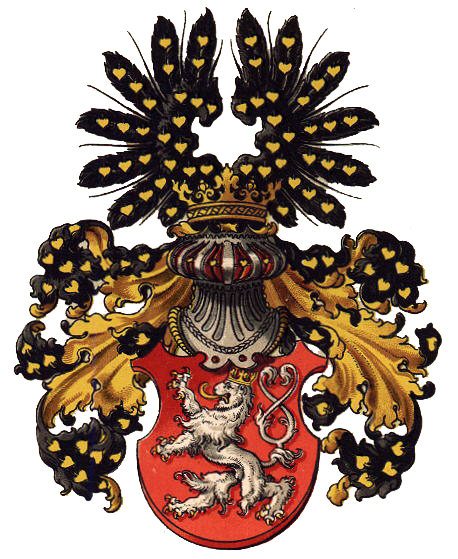
Königreich Böhmen Ströhl, 1890

## Geschichte
Das Oberwappen hat sich über die Zeit zu einer Kunst entwickelt und bildet zusammen mit dem Wappenschild, Schildhaltern und anderen Attributen die vollständige Darstellung des Wappens. Das Oberwappen entstammt der Wappenschau, wo beim Turnier neben den Kampfschilden auch die Kennzeichen der Helme der Ritter begutachtet wurden. Seit dem Hochmittelalter wird auch das Oberwappen in Wappenbüchern und -rollen aufgeführt.
Während der Wappenschild meist das Territorium zeigt, zeigt das Oberwappen ursprünglich primär die Embleme der Familie und der Person, später zu Lehensansprüchen. Heute enthält das Oberwappen alle möglichen Insignien des Wappenführenden, ob Person, oder Institution.

## Oberwappen mit mehreren Helmen

Das Mansfelder Wappen ab 1481

Mehrere Helme finden sich in den genealogischen Wappen, insbesondere bei den Ehewappen: Hier werden, so die beiden Ehegatten nicht in getrennten Schilden dargestellt sind, die Schilde vereint (nach den national üblichen Regeln, in der deutschen Heraldik im Allgemeinen durch Spaltung) und die Helme der männlichen und weiblichen Familie beide über den Schild gesetzt. Im Laufe der Genealogie können so mehrere Helme zusammenkommen.
Bei der Blasonierung muss eine Reihenfolge eingehalten werden, wenn sich mehr als ein Helm über dem Wappen befindet. So wird bei zwei Helmen mit der heraldisch rechten Seite begonnen. Bei drei Helmen über dem Wappen wird der mittlere zuerst, dann der heraldisch rechte und zuletzt der linke Helm mit seinen Decken und Helmzier blasoniert (2-1-3). Ist die Helmzahl größer drei, ist es von Bedeutung, ob eine gerade oder ungerade Helmanzahl vorhanden ist. Bei gerader Helmzahl wird mittig begonnen und wechselnd links und rechts die Beschreibung geführt (5-3-1-2-4-6). Die ungerade Helmzahl wird ebenfalls mittig begonnen, aber jetzt rechts begonnen und dann nach links wieder angewechselt die Helmzieren beschrieben (6-4-2-1-3-5-7). Bei unübersichtlicher Helmanzahl wird rechts begonnen. Es gibt auch Blasonierungen, die den mittleren Helm zuerst, dann die eine Seite und letztlich die andere Seite umfänglich erwähnen. Die Meldung der Helmart ist nicht zwingend, da bürgerliche Familien den ungekrönten Stechhelm und adlige Familien den gekrönten Spangenhelm führen.

## Beispiele

Jungfrau, vgl. Hildesheim oder Magdeburg
emporwachsender Löwe
mit geschlitzten Puffärmeln bekleidete Männerarme, die zwei mit Spitzen aufwärts zeigende Hirschstangen halten
Rot-goldene Helmdecken und Helm mit zwei Fähnchen als Helmzier besteckt
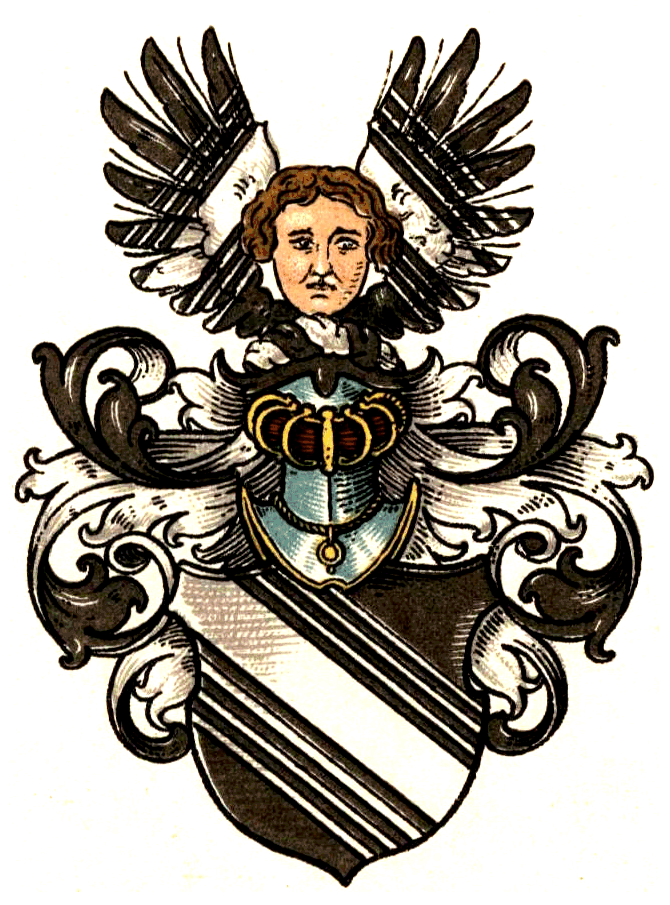
natürliches Menschenhaupt zwischen einem offenen schwarzen, mit den nach außen absteigenden Balken belegten Flug
auf der Helmdecke kniender Junge, der mit beiden Händen den Helm im Wappen von Slaný hält